# Nicola Catalano
Nicola Catalano (Castellaneta, 27 febbraio 1910 – 5 agosto 1984) è stato un giurista e magistrato italiano, giudice della Corte di Giustizia delle Comunità Europee dal 1958 al 1961.

## Biografia
Laureatosi in Giurisprudenza nel 1932, fino al 1939 esercita la professione di Avvocato, per poi essere incaricato, nello stesso anno, come Assistente all'Università degli Studi di Roma La Sapienza, funzione che manterrà fino al 1950.
Dal 1944 il Catalano inizia ad avere una serie di importanti incarichi:
- 1944 - 1946: Commissario Governativo della Società Editrice Il Giornale d'Italia;
- 1946 - 1948: Consigliere Giuridico dell'Istituto Poligrafico dello Stato;
- 1948 - 1950: Agente del Governo italiano presso le Commissioni di Conciliazioni previste dal Trattato di Pace;
- 1951 - 1953: Consigliere Giuridico della Zona Internazionale di Tangeri (Marocco);
- 1953 - 1956: Consigliere Giuridico dell'Alta Autorità della C.E.C.A. - Comunità Europea del Carbone e dell'Acciaio.

Nel 1955, entrato già nell'Avvocatura dello Stato come vincitore di concorso, è promosso Sostituto Avvocato Generale dello Stato e nel 1958 è nominato Esperto Giuridico della Delegazione italiana per la redazione dei Trattati di Roma.
Sempre nel 1958, il 7 ottobre, è nominato nell'alta carica di Giudice della Corte di Giustizia delle Comunità Europee, che manterrà fino all'8 marzo 1962.
Nel periodo 1º gennaio 1960 - 31 dicembre 1961 sarà poi nominato Presidente della 1ª Sezione della stessa Corte di Giustizia delle Comunità Europee.

## Pubblicazioni
- (FR)  "Les sources du droit de la Communauté européenne du charbon et de l'acier" - Giuffrè - Milano - 1957;
- "La Comunità economica europea e l'Euratom" - con prefazione dell'On. Prof. Gaetano Martino - Giuffrè - Milano - 1959;
- "Manuale di diritto delle Comunità europee" - 2ª Edizione - Milano - 1965;
- (FR)  "La procedure devant la Cour de justice des Communautés européennes" - Milano - 1970;
- "Principi di diritto comunitario" - Giuffrè - Milano - 1984;
- "Speciale Europa. Parere sul progetto di Unione europea approvato dal Parlamento europeo in ordine alla possibilità di ricezione da parte dei parlamentari degli Stati Membri della CEE del testo del Trattato di Unione Europea che dovrebbe essere approvato dal Parlamento Europeo" - in "Affari sociali internazionali" - 1984 - Pag. 489-498;
- "Perché Strasburgo perde la campagna; quel pasticciaccio agricolo comunitario" - in "Mondo Economico" - 1984 - Pag. 16-29.